# Myšenec (hrad)
Myšenec je zřícenina hradu ve stejnojmenné vesnici u Protivína v okrese Písek v Jihočeském kraji. Pozůstatky hradu, pohlceného zástavbou vsi, jsou chráněny jako kulturní památka.
Hrad založený králem Přemyslem Otakarem II. ve druhé polovině třináctého století měl pravděpodobně sloužit k podpoře diplomatických jednání panovníka. Brzy po Přemyslově smrti v roce 1278 byl jako nepotřebný opuštěn.

## Historie
Hrad založil král Přemysl Otakar II. po polovině třináctého století. První a jediná písemná zmínka o něm pochází z králem vydané listiny z roku 1273. Hrad byl zejména reprezentativním sídlem, na kterém mělo docházet k významným diplomatickým jednáním. Alternativním vysvětlením založení Myšence mohla být potřeba rozšířit ubytovací kapacity píseckého hradu. V době po Přemyslově smrti ztratil Myšenec svůj význam, a byl ještě před dokončením opuštěn. Později byla jeho zřícenina považována za pozůstatky kláštera nebo královského loveckého domu. Na přelomu osmnáctého a devatenáctého století byly mezi zbytky hradu postaveny obytné domy.

## Stavební podoba
Z obranného hlediska stál hrad v nevýhodné poloze pod vrcholem nízkého návrší. Jeho čtvercový půdorys ohraničovala hradba, před níž se nacházel parkán. Část parkánové hradby se dochovala na severní straně. S odstupem několika metrů za ní stál dlouhý palác s plochostropým přízemím a reprezentačními prostorami v patře. Celková délka paláce s kaplí dosahovala šedesáti metrů.
Z dochovaných fragmentů zdiva víme, že zde bývaly dvě obytné jednotky tvořené ústředním sálem a dvěma menšími komnatami po jeho stranách. Místnosti byly vytápěny teplovzdušným topením a osvětlovala je hrotitá kružbová okna. Přes parkán vedl můstek, který zpřístupňoval prevét umístěný v parkánové hradbě. Na východní část paláce navazovala kaple zaklenutá žebrovou klenbou. Drobné fragmenty zdiva se dochovaly také v jihozápadním nároží a v podobě druhotně použitých kamenických prvků ve zdech mladších domů.

## Přístup
Zbytky hradu jsou částečně volně přístupné mezi myšeneckými domy. Vesnicí vede zeleně značená turistická trasa okolím Protivína a cyklotrasa č. 1146.